# Splendidonemia
Splendidonemia is een geslacht van Phasmatodea uit de familie Heteronemiidae. De wetenschappelijke naam van dit geslacht is voor het eerst geldig gepubliceerd in 2004 door Zompro.

## Soorten
Het geslacht Splendidonemia is monotypisch en omvat slechts de volgende soort:
- Splendidonemia splendida Zompro, 2004